# Línia 1 del metro lleuger de Madrid
La Línia 1 del metro lleuger de Madrid és una línia de metro lleuger en superfície de la xarxa del metro de Madrid. Aquesta línia connecta les estacions de Pinar de Chamartín i Las Tablas.